# Cacturne
Cacturne (japanski: ノクタス Nokutasu) jedan je od 1025 fiktivnih vrsta Pokémona iz medijske franšize Pokémon, skupa Pokémon videoigara, animiranih serija, manga stripova, knjiga, igraćih karata i drugih medija kojima je tvorac Satoshi Tajiri. Svrha je Cacturna u videoigrama, animiranoj seriji i manga stripovima, kao i svrha ostalih Pokémona, borba s divljim Pokémonima – neukroćenim stvorenjima koje igrači i likovi pronalaze dok kreću na razne avanture – i pripitomljenim Pokémonima drugih Pokémon trenera.
Cacturnovo ime dolazi od engleskih riječi "cactus" = kaktus, i "nocturnal" = noćni; Cacturne je Pokémon-kaktus koji je aktivan noću. Izgovaranje imena Cacturne možda hotimično sugerira na riječ "nocturnal", što znači da je aktivan noću, iako izgovor može ukazivati i na "Nokturno", glazbenu kompoziciju koja priziva noć.

## Biološke karakteristike
Ovaj Pokémon ima spor metabolizam jer skoro čitav dan provede potpuno miran, na jednom mjestu, kako ne bi izgubio toliko mu važnu vlagu od pustinjskog sunca. Preko noći, kada temperatura značajno padne, Cacturne će polako pratiti ljude koji se kreću pustinjom. Kada izmoreni čovjek napokon prestane hodati, Cacturne će napasti, upijajući vlagu i tjelesne tekućine iz žrtvinog tijela.
Nakon života u pustinji tijekom nekoliko tisuća godina, novijim generacijama Cacturna krv se pretvorila u supstancu jednaku pustinjskom pijesku. Cacturne je prirodno imun na pješčane bure koje su česte u njegovom staništu, pa ga u borbi tehnika Pješčane oluje (Sandstorm) neće oštetiti.
Tijelo mu je prekriveno gustim slojem otrovnih bodlji. Mnoge od ovih bodlji probost će tijelo njegovog plijena ako ga Cacturne prethodno udari. Cacturne može lansirati mnoge od ovih bodlji u obliku napada poput Otrovne bodlje (Poison Sting), Streličastog projektila (Pin Missile) ili Šiljaka (Spikes).
Cacturnov "šešir" štiti njegove oči od pustinjskog sunca. Istovremeno, daje mu izgled strašila za ptice, kao i zbog nedostatka kretanja i raširenih ruku.

## U videoigrama
Jedini način dobivanja Cacturna jest razviti ga iz Cacnee na 32. razini. Nemoguće ga je pronaći u divljini (osim ako igrač koristi kodove i šifre). Iz tog razloga, dostupnost Cacturna direktno ovisi o dostupnosti Cacnee.
Cacturne je snažnija, ali sporija verzija Shiftryja, njemu sličnom Travnatom/Mračnom Pokémonu. Ovisno o situaciji, Cacturne je bolji izbor ako je protivnik brži i od Cacturna i od Shiftryja, jer Cacturne svoj nisku brzinu kompenzira s visokim Attack i Special Attack statusima. Ali u situacijama koje zahtijevaju brzinu, Shiftry bi bio bolji izbor zbog svoje povišene brzine, kao i zbog sposobnosti Klorofila (Chlorophyll) koji mu udvostručuje brzinu kada je u igri Sunčani dan (Sunny Day). Cacturne je, doduše, jedini Pokémon (osim Cacnee) koji može naučiti Igličastu ruku (Needle Arm), STAB-om pojačani Travnati napad koji ima dobru šansu da protivnik ustukne nakon što ga Cacturne napadne. Izbor između Cacturna i Shiftryja potpuno ovisi o igraču. Činjenica da je Mračni Pokémon isto je tako veliki plus, jer Psihički napadi na njega uopće ne djeluju. 
Caturne je dobar izbor u Pokémon Izložbama u natjecanjima Pameti. Preporučljiv set tehnika bio bi Zametak pijavice (Leech Seed), Igličasta ruka, Ukorjenjivanje (Ingrain) i Lukavi napad (Faint Attack).
Cacturne može biti dobar napadački ili specijalni "minolovac" zbog njegovih visokih Attack i Special Attack statusa, iako ima nizak Defense i Special Defense, pa može biti lako onesviješten sa super učinkovitim napadima (pogotovo Buba napadima, jer se šteta učetverostruči). Njegov set tehnika koje uči prirodnim putem je ispod prosjeka u količini i rasponu.
Cacturne ima potencijal da svojim napadima "uznemiruje" Pokémone u kompetitivnim bobama. Set tehnika koji je tada preporučljiv uključuje Pješčanu oluju, koja smanjuje protivnikovu preciznost, istovremeno mu kontinuirano nanoseći štetu, Zametak pijavice, Toksin (Toxic) i jedna od tehnika oporavka po igračevu izboru. Set tehnika se može nadalje poboljšati s tehnikom Šiljaka i/ili predmetom Ostataka (Leftovers).

## U animiranoj seriji
U Pokémon animiranoj seriji, ugledni Pokémon koordinator i Mayin suparnik, Harley, ima Cacturna. Kao dodatak, i sam se oblači u kostim Cacturna.